# Saint-Marcellin-en-Forez
Saint-Marcellin-en-Forez è un comune francese di 5 088 abitanti situato nel dipartimento della Loira della regione dell'Alvernia-Rodano-Alpi.

## Storia

### Simboli
Nello stemma sono rappresentati: i due fiumi che attraversano il territorio del comune, il cosiddetto Pont du diable e il delfino simbolo della contea di Forez (di rosso, al delfino d'oro) da cui dipendeva la castellania di Saint- Marcellin.

## Monumenti e luoghi d'interesse
- Chiesa romanica di San Marcellino (XII secolo). La navata centrale, il timpano della facciata e il campanile sono stati iscritti nella lista dei Monumenti storici nazionali nel 1939[2]
- Ponte del Diavolo, costruito sul Mare, un affluente della Loira, all'inizio del XII secolo. Classificato Monumento storico il 16 marzo 1921[3]

## Società

### Evoluzione demografica
Abitanti censiti

## Amministrazione

### Gemellaggi
- Marta